# Rio Merri
O rio Merri é um rio perene da bacia hidrográfica de Glenelg Hopkins, está localizado no distrito oeste de Vitória, na Austrália.